# Ostracophyto aristalis
Ostracophyto aristalis là một loài ruồi trong họ Tachinidae.